# Abdoellah II van Jordanië
Abdoellah II bin al-Hoessein (Arabisch: عبدالله الثاني بن الحسين; Amman, 30 januari 1962) is de huidige koning van het Hasjemitische Koninkrijk Jordanië.
Abdoellah behoort tot de stam van de Hasjemieten en is volgens zijn stamboom een nazaat van de profeet Mohammed in de 41e generatie.

## Biografie
De oudste zoon van Hoessein van Jordanië en de Britse Toni Avril Gardiner volgde zijn opleiding in Jordanië en later op de privéschool St. Edmunds in Surrey in Engeland. Voor zijn middelbaar onderwijs studeerde hij aan de Eaglebrook School en Deerfield Academy in de Verenigde Staten. In 1980 begon hij aan de prestigieuze Royal Military Academy Sandhurst in Groot-Brittannië als cadet. Hij werd in zijn tweede jaar daar Tweede luitenant in de 13th/18th Royal Hussars (Queen Mary's Own). Vandaag de dag heeft Abdoellah nog altijd nauwe contacten met het Britse leger, dat ooit het leger van Jordanië trainde. Tevens is hij kolonel van een tankregiment.
Na de dood van zijn vader werd hij koning op 7 februari 1999. Kort voor zijn dood had Hoessein Abdoellah tot kroonprins benoemd, ten koste van prins Hassan, een broer van Hoessein.

## Huwelijk en kinderen
Abdoellah is getrouwd met de in Koeweit geboren en in Jordanië opgevoede Palestijnse Rania Al-Yassin. Haar naam is nu koningin Rania. De koningin wordt geprezen om haar filantropische werk, maar wordt door religieuze moslims wel bekritiseerd wegens haar westerse levensstijl en voorkeur voor westerse haute couture. Het paar heeft vier kinderen: 
- prins Hoessein (geboren 1994), en op 1 juni 2023 gehuwd met de Saoedische prinses Rajwa Khalid Al Saif.
- prinses Iman (geboren in 1996), en op 12 maart 2023 gehuwd met de zakenman Jameel Alexander Thermiotis.
- prinses Salma (geboren 2000).
- prins Hasjem (geboren 2005).

## Trivia
Koning Abdoellah is een fan van Star Trek. In 1995, vier jaar voor de aanvang van zijn koningschap, deed hij mee in een aflevering van Star Trek:Voyager (seizoen 2 #20: "Investigations"). Op 21 mei 2011 werd bekend dat hij medefinancier is van het geplande pretpark Red Sea Astrarium dat volledig in teken van Star Trek zou komen te staan. In 2017 werd echter bekend dat het park nooit afgebouwd gaat worden.